# O Observador Constitucional
O Observador Constitucional fue un periódico publicado en la ciudad de São Paulo, Brasil, en el contexto de la crisis del Primer Reinado. Tenía una línea editorial liberal y federalista.
Fue el segundo periódico impreso publicado en la entonces provincia de São Paulo después de O Farol Paulistano que empezó a publicarse en 1827, su editor fue el médico italiano Giovanni Battista Libero Badarò. Con una línea editorial liberal, circuló entre 1829 y 1832.  Comentó los acontecimientos de la Revolución de 1830 en París, instando a los brasileños a seguir su ejemplo, lo que provocó una ola de agitación liberal no sólo en la provincia, sino también en Río de Janeiro, Bahía y Pernambuco.
El periodista fue asesinado de un disparo de pistola en la noche del 20 de noviembre de 1830, en la calle que hoy lleva su nombre. O Observador Constitucional dedicó su edición del 26 de noviembre a la muerte de su creador. La opinión pública culpó del crimen al propio Emperador, lo que causó aún más daño a su imagen y culminó con su abdicación a principios del año siguiente.